# La Liga de 1949–50
A La Liga de 1949–50 foi a 19º edição da Primeira Divisão da Espanha de futebol. Com 14 participantes, o campeão foi o Atlético de Madrid.

## Classificação final
| Pos | Equipe                  | J  | V  | E | D  | GM | GS | SG  | Pts |
| --- | ----------------------- | -- | -- | - | -- | -- | -- | --- | --- |
| 1   | Atlético de Madrid      | 26 | 15 | 3 | 8  | 71 | 51 | 20  | 33  |
| 2   | Deportivo de La Coruña  | 26 | 12 | 8 | 6  | 48 | 38 | 10  | 32  |
| 3   | Valencia CF             | 26 | 12 | 7 | 7  | 71 | 43 | 28  | 31  |
| 4   | Real Madrid CF          | 26 | 11 | 9 | 6  | 60 | 49 | 11  | 31  |
| 5   | CF Barcelona            | 26 | 13 | 3 | 10 | 67 | 47 | 20  | 29  |
| 6   | Athletic Club           | 26 | 12 | 5 | 9  | 72 | 72 | 0   | 29  |
| 7   | Celta Vigo              | 26 | 13 | 2 | 11 | 62 | 47 | 15  | 28  |
| 8   | Real Sociedad           | 26 | 9  | 9 | 8  | 57 | 43 | 14  | 27  |
| 9   | Real Valladolid         | 26 | 8  | 9 | 9  | 49 | 46 | 3   | 25  |
| 10  | Sevilla FC              | 26 | 11 | 3 | 12 | 60 | 61 | -1  | 25  |
| 11  | RCD Español             | 26 | 8  | 6 | 12 | 42 | 64 | -22 | 22  |
| 12  | CD Málaga               | 26 | 8  | 5 | 13 | 44 | 51 | -7  | 21  |
| 13  | Gimnástico de Tarragona | 26 | 7  | 2 | 17 | 39 | 99 | -60 | 16  |
| 14  | Real Oviedo             | 26 | 4  | 7 | 15 | 30 | 65 | -35 | 15  |

|  | Classificado para a promoção de permanencia na Primera División |